# HD 50012
HD 50012，又名CD-27 3310，SAO 172403、HR 2537，是一颗恒星，视星等为7.04，位于銀經237.51，銀緯-12.36，其B1900.0坐标为赤經6h 46m 6s，赤緯-27° -12.36′ 5″。